# Oskoła

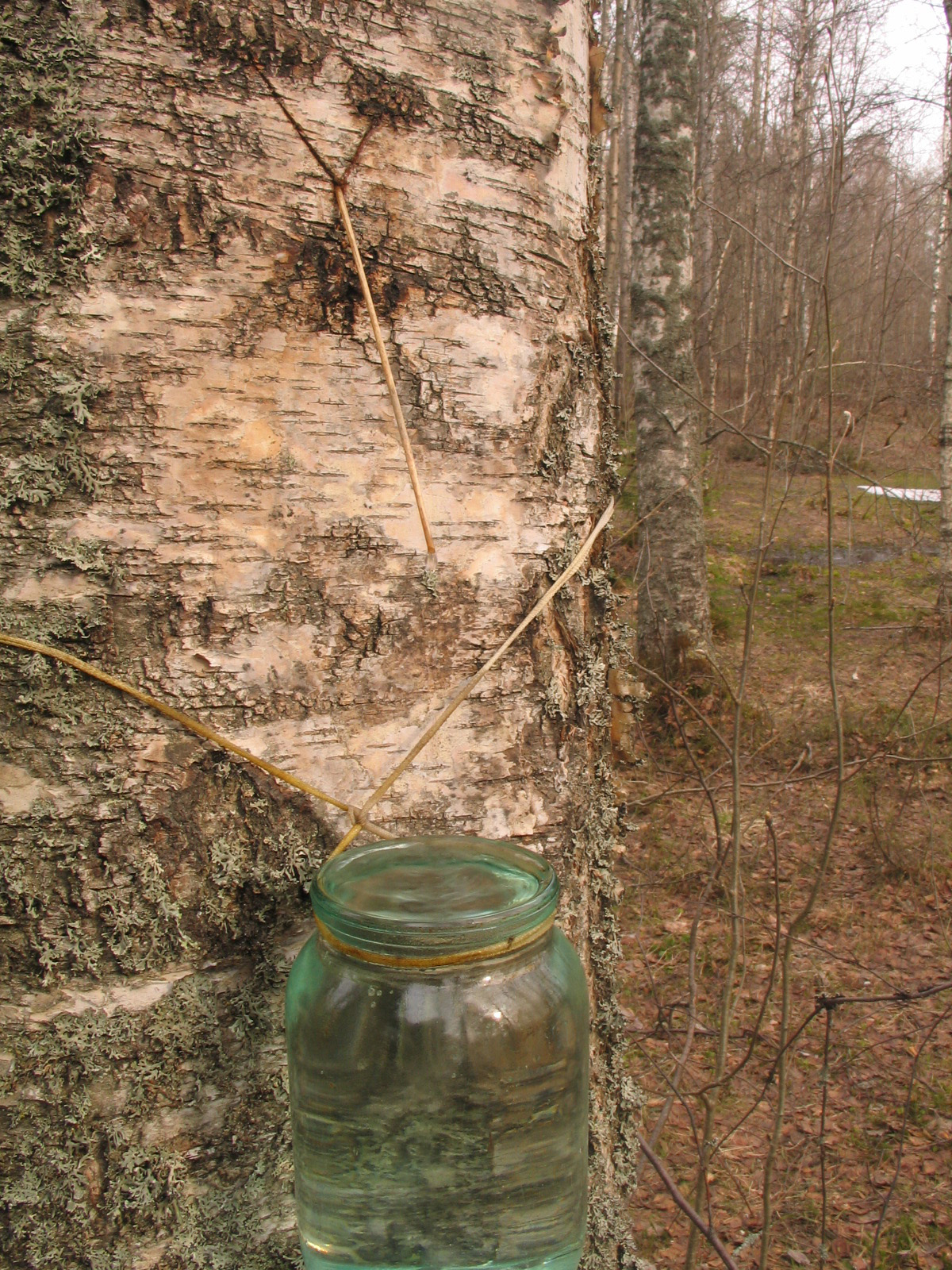
Pozyskiwanie soku brzozowego

Oskoła – staropolska nazwa soku brzozowego (Succus Betulae) o słodkawym smaku. Był to napój chłodzący i leczniczy stosowany na całej Słowiańszczyźnie.
Otrzymuje się go przez głębokie (ale nie głębsze niż 4 cm) nacięcie  pnia lub gałęzi brzozy wczesną wiosną. Z małego drzewa o średnicy pnia ok. 15 cm można pozyskać do 5 litrów soku dziennie, z większych okazów (średnica ok. 30 cm) nawet do 15 litrów. Należy go przechowywać w szklanych lub emaliowanych naczyniach.

## Skład
- glukoza
- fruktoza
- kwasy organiczne (cytrynowy i jabłkowy)
- sole mineralne
- aminokwasy
- peptydy

## Zastosowanie
- przewlekłe choroby dróg moczowych[potrzebny przypis]
- obrzęki sercowo-naczyniowe[potrzebny przypis]
- kamica nerkowa[potrzebny przypis]
- zapalenie nerek[potrzebny przypis]
- dna moczanowa[potrzebny przypis]